# 島田昌幸
島田 昌幸（しまだ まさゆき 1945年1月16日 - ）は、日本の新聞記者、会社経営者。テレビ東京ホールディングス並びにテレビ東京相談役。東京都出身。

## 略歴
- 1969年4月早稲田大学政治経済学部卒業後、日本経済新聞社入社[1]
- 1999年3月 日本経済新聞社取締役東京本社編集局長[1]
- 2002年3月 日本経済新聞社常務取締役[1]
- 2005年3月 日本経済新聞社顧問[1]
- 2005年6月 テレビ東京専務取締役[1]
- 2006年-2007年 東京フットボールクラブ（FC東京） 取締役 (兼務[2])
- 2007年6月22日 テレビ東京代表取締役社長(第8代)に就任[1][3]。
- 2010年10月1日 テレビ東京ホールディングスの設立に伴い、同社の代表取締役社長に就任（兼務）
- 2013年6月21日 テレビ東京代表取締役会長に就任（テレビ東京ホールディングス代表取締役社長と兼務）[4][5]。
- 2015年6月19日 テレビ東京ホールディングス及びテレビ東京の相談役に就任。

## 日経取締役として
2002年～2003年まで在任していた社長室長としては、当時の社長である鶴田卓彦と共に赤坂の高級クラブに入り浸り、鶴田の社内の接待費の私的流用や女性スキャンダルの揉み消しなどを行っていた。例として鶴田がクラブから出た写真を元に日経に揺さぶりをかけた大物総会屋を「男の中の男」として持ち上げていることが、社内の調査委員会で判明している。
なお、鶴田と共に高杉良の小説「乱気流」のモデルとなっており、著者の高杉を鶴田と共に名誉毀損で訴え2007年に勝訴している。
また、2003年6月には鶴田の疑惑を追及していた大塚将司が、日本経済新聞社100％出資の工事会社「ティー・シー・ワークス(TCW)」の架空の受注実績による数十億円の手形乱発で巨額の使途不明金があることについて管理監督責任があると、株主代表訴訟を鶴田、島田など日経経営陣に対して起こしている(2004年12月20日、東京地裁で和解成立)。
2004年3月の株主総会では特定クラブに多額の交際費を払い会社を私物化した責任などで株主より取締役解任の提案を受けている。(この件は否決されている)

## テレ東社長として

### 木曜プライムタイム枠の見直し
2009年4月改編にて、『木曜洋画劇場』を終了させ、同年10月改編では、木曜20時枠の『TVチャンピオンシリーズ』が17年半に亘る放送を終了しており、アニメ枠を除く木曜日のプライムタイム枠の番組が大幅に入れ替わった。

### 持株会社の設立
2010年3月26日にテレ東とBSジャパン、テレビ東京ブロードバンド（いずれも当時）は経営統合で基本合意し、同年10月1日にテレビ東京ホールディングス(TXHD)が設立された。 

### 東日本大震災
2011年3月11日14時46分（JST、以下同）、東北地方太平洋沖地震が発生。緊急地震速報発令後数分になって初めて、臨時の報道特番に切り替えたが、翌日23:55をもって通常編成に戻した。この件で約600件の一般視聴者からの抗議が殺到する結果となった。島田はこの件を同年3月31日の定例会見で「現場の緊張感が相当高かったため、少し余裕を持たせたかった。」と説明している。

### 移転計画と退任
放送マスターの更新とグループ機能の集約が大きな課題となっていたなか、2012年5月16日、「住友不動産六本木グランドタワー」内への本社機能移転を発表。翌年6月21日の株主総会をもって会長に退く。なお、TXHDの社長については、2015年6月19日まで務めていた。